# آن لینده
آن لینده (انگلیسی: Ann Linde؛ زادهٔ ۴ دسامبر ۱۹۶۱) سیاستمدار اهل سوئد و از اعضای حزب کارگران سوسیال دموکرات سوئد است. او از ۱۰ سپتامبر ۲۰۱۹ به عنوان وزیر امور خارجه در دولت استفان لوون نخست‌وزیر سوئد خدمت می‌کند.